# Sirolimus
Il sirolimus è un farmaco immunosoppressore usato per prevenire il rigetto nei 
trapianti d'organo.
Il Sirolimus è un antibiotico macrolide scoperto come prodotto di un batterio (Streptomyces hygroscopicus) 
in un campione di terreno proveniente da Rapa Nui (isola di Pasqua), e per questo motivo è anche chiamato 
Rapamicina. La rapamicina nei mammiferi ha come bersaglio una serina treonina chinasi (mTOR, mechanistic Target Of Rapamycin) che regola la crescita, la proliferazione, la motilità e la sopravvivenza delle cellule.  Diversi nuovi farmaci antitumorali sono mirati ad inibire questo enzima.
Nonostante il nome simile, il Sirolimus non è un inibitore della calcineurina come il tacrolimus o la ciclosporina. 
Ha, però, effetti simili sul sistema immunitario.
Il farmaco è proprietà della Wyeth Pharmaceuticals (Rapamune). Venne approvato dalla FDA (US Food and Drug Administration) nel 1999 per i trapianti di rene.
Viene utilizzato anche negli stent coronarici a rilascio di farmaco.
Recentemente si è appreso che la rapamicina è in grado di aumentare l'aspettativa di vita nei topi da laboratorio e dunque i suoi effetti antiproliferativi potrebbero avere un ruolo anche nella cura del cancro. In particolare da uno studio pubblicato su Stem Cell Reviews and Reports nel 2012 è emerso che l'esposizione delle SSCs di topo alla rapamicina (capace di inibire il differenziamento cellulare e promuovere l'auto-rinnovamento delle cellule staminali) determina valori di espressione genica delle deacetilasi istoniche opposti rispetto a quelli visti nel differenziamento e nell'invecchiamento. Il lavoro è stato condotto su esemplari di topo maschi sottoposti ad iniezioni intraperitoneali giornaliere di rapamicina per due settimane.

## Uso nei trapianti
Il maggior vantaggio del sirolimus rispetto agli inibitori della calcineurina è che non è tossico per i reni. 
I pazienti trattati con inibitori della calcineurina tendono ad avere, nel lungo periodo, problemi renali anche cronici.
Può essere comunque usato anche insieme agli inibitori della calcineurina e al micofenolato mofetile per ottenere un regime immunosoppressivo libero da steroidi.
Uno dei possibili effetti collaterali è la difficoltà a cicatrizzarsi delle ferite; per questo motivo alcuni centri di trapianto preferiscono non usarlo immediatamente dopo l'intervento, ma attendere qualche tempo.
Il sirolimus è ancora in fase di sperimentazione per alcuni trapianti diversi da quello di rene.

## Uso nella Malattia di Castleman
Il medico statunitense David C. Fajgenbaum, professore associato di Medicina presso l'Università della Pennsylvania, affetto da malattia di Castleman, ha riscontrato personalmente gli effetti positivi del Sirolimus nella terapia.